# Nachon (Bibel)
Nachon ist eine biblische Person des Alten Testaments und wird im Samuelbuch als Besitzer eines Dreschplatzes erwähnt. 

## Etymologie
In der Forschung ist man sich darüber uneins, ob hebräisch נָכֹון nākhôn, deutsch Nachon, wirklich ein Personenname ist. Neben der Verwendung als Eigenname wäre nämlich auch die Verwendung des Partizips der Wurzel im N-Stamm, hebr. nifˈal möglich. Hierbei wäre dann nicht von der „Tenne Nachons“ die Rede, sondern von einer „feststehenden Tenne“, sodass der Besitzer des Dreschplatzes keine Erwähnung fände. Weitgehend widerlegt ist hingegen die mögliche Deutung des Wortes als substantivierte Form der Wurzel נכה nkh, deutsch „schädigen“. Die daraus resultierende Übersetzung hinsichtlich einer „Schädigung der Tenne“ wurde häufig als Anknüpfung an den Rettungsversuch Usas, der die Bundeslade (2 Sam 6,7 ) vor einer Beschädigung schützen wollte, interpretiert.
Die Septuaginta gibt den Namen als Νωδαβ Nōdab wieder (liest also statt Nachon den Namen Nadab), die Vulgata als Nachon.

## Erwähnung in der Bibel
Der Name Nachon begegnet uns in der Bibel zum einen in 1 Chr 13,9  und zum anderen in 2 Sam 6,6 . Hierbei wird Nachon als Besitzer eines Dreschplatzes erwähnt. Durch dieses Gebiet ziehen David und seine Anhängerschaft, um die Bundeslade von Baala nach Jerusalem zu bringen. An diesem Ort drohen die Rinder auszubrechen. In 1 Chr 13,9  wird Nachon hingegen nicht erwähnt, vielmehr wird hierbei präzisiert, wo genau sich die Tenne befindet. So wird nicht mehr von der „Tenne Nachons“ gesprochen, sondern von der „Tenne Kidons“.